# باریزی-لا-کوت
باریزی-لا-کوت (به فرانسوی: Barisey-la-Côte) یک کمون (فرانسه) در فرانسه است که در canton of Colombey-les-Belles واقع شده‌است. باریزی-لا-کوت ۳٫۸۷ کیلومتر مربع مساحت دارد ۲۷۹ متر بالاتر از سطح دریا واقع شده‌است.